# سونيك دريمز كولكشن
سونيك دريمز كولكشن (بالإنجليزية: Sonic Dreams Collection)‏، هي لعبة محاكاة لعام 2015 تم تطويرها بواسطة آركاين كيدز لنظام التشغيل ماك أو إس وويندوز. إنها لعبة غير رسمية تعتمد على سلسلة القنفذ سونيك الذي يجمع أربع ألعاب صغيرة مقدمة على أنها ألعاب سونيك غير مكتملة، لكن اللعبة ككل تكشف لاحقًا عن نفسها على أنها لعبة رعب نفسية تسخر من سونيك فاندوم، المعروف بخصائصه المميزة. وهي تشمل منشئ الشخصية ميك ماي سونيك (Make My Sonic)، ولعبة تقمص الأدوار متعددة اللاعبين على الإنترنت إغمان أوريجين (Eggman Origin)، ولعبة المغامرات سونيك موفي ميكر (Sonic Movie Maker)، ولعبة الواقع الافتراضي ماي رووميت سونيك (My Roommate Sonic). تم وصفها داخل اللعبة على أنها تم تطويرها بواسطة استوديو سيجا غير موجودة لـ دريم كاست في أواخر التسعينيات.
نشأت اللعبة من مفاهيم صنعها العديد من الأفراد خلال حدث يوم عيد الحب تحت عنوان سونيك على موقع مشاركة الألعاب مدينة قلتشي. تم إصداره كبرنامج مجاني في 10 أغسطس 2015، مصحوبًا ببيان صحفي ساخر يدعي اكتشاف المحتويات في مجموعة تطوير برامج دريم كاست آركاين كيدز التي تم شراؤها على إيباي في عام 2013. سونيك دريمز كوليكشن سرعان ما لفتت انتباه العديد من صحفيي ألعاب الفيديو، والذين كانت مفتونة بطبيعتها السخيفة ومحتواها. ووصفوا اللعبة بأنها مخيفة وغريبة، لكنهم اعتبروها عملاً يجب على الناس أن يهتموا بلعبه وأشاروا إلى تعليقها على سلسلة القاعدة الجماهيرية. ذهب موقع غييك.كوم إلى تسمية سونيك دريمز كولكشن كأفضل لعبة لعام 2015.

## أسلوب اللعب
في سونيك دريمز كولكشن، يختار اللاعب واحدة من أربع ألعاب مصغرة لمحاكاة ساخرة للاعب الفردي استنادًا إلى سلسلة القنفذ سونيك. على الرغم من كونها غير رسمية، يتم تقديم الألعاب الصغيرة على أنها ألعاب سونيك حقيقية غير مكتملة لـ دريم كاست تم تطويرها بواسطة إم جي ستوديو، وهو استوديو تطوير سيجا غير موجود، في أواخر التسعينيات. تم سردها بالترتيب الذي قيل أنه تم تطويرها به، مع توفير تاريخ تطور خيالي.
- ميك ماي سونيك (بالإنجليزية: Make My Sonic)‏ هو منشئ الشخصيات الجذابة حيث يغير اللاعب مظهر نموذج القنفذ سونيك. يمكن للاعب تغيير لونه وتغيير حجم وموضع أطرافه. بعد ذلك، يختارون اسمًا تم إنشاؤه عشوائيًا.[3] يمكن تحميل لقطات من شخصية اللاعب على تويتر. تنص اللعبة على أن Make My Sonic كانت أول لعبة سونيك من إم جي ستوديو وتم إنشاؤها في عام 1996.[4] يبدو أن الاستوديو أراد أن يكون متوافقًا مع خدمة الإنترنت البائدة سيجا نت حتى يتمكن المستخدمون من استيراد شخصياتهم إلى الألعاب المدعومة، معتقدين أن سونيك ستعمل في أي نوع. تسخر هذه اللعبة من نزوع عشاق سونيك إلى جعل شخصيات المعجبين شكلاً من أشكال الإدراج الذاتي، حيث أصبح إنشاء الشخصية لاحقًا ميكانيكيًا في سونيك فورسز.
- إغمان أوريجين (بالإنجليزية: Eggman Origin)‏ هي لعبة تقمص أدوار متعددة اللاعبين على الإنترنت [3] يُزعم أنها تم إنشاؤها في عام 1997.[6] يتم عرضه مبدئيًا على أنه غير قابل للتشغيل خارج شاشة العنوان، لأنه يطلب الاتصال بشبكة سيجا نت.[3] ومع ذلك، من خلال فتح ملف منفصل في مجلدات دليل اللعبة (Seganet.exe) واستخدام ميك ماي سونيك لإنشاء صورة رمزية و «تحميلها إلى سيجا نت»، سيتمكن اللاعب من الوصول إلى خريطة غير منسقة يسكنها عدة بيض ذو قدمين - مخلوقات على شكل دكتور إغمان. من خلال إطعام إغمان بالديدان المحفورة من حوله على الخريطة لينمو. بمجرد أن يعطي اللاعب إغمان عددًا معينًا من الديدان، فإنه يتم تربيته على قاعدة ترمز إلى مرحلة البلوغ. إذا اقترب اللاعب من إغمان أعلى القاعدة، فسوف يأكل إغمان شخصية اللاعب. بعد ذلك، يكمل اللاعب اللعبة ويصعد إلى السماء، مع نشر عدد مرات الصعود على لوحة المتصدرين عبر الإنترنت chao.garden.[6]

- سونيك موفي ميكر (بالإنجليزية: Sonic Movie Maker)‏ هي لعبة مغامرات يُكلف فيها اللاعب بإيجاد كاميرا وتصوير فيلم مدته ست ثوانٍ للانتقال إلى المشهد التالي. المناطق التي يتم فيها ملء أفلام المشغل بنماذج ragdoll من سونيك وشخصيات أخرى مثل تيلز أو شادو أو روج أو بلايز، بالإضافة إلى كائنات مثل سحب الحبال وعفاريت فقاعة الكلام والحلقات. أصبحت المستويات في سونيك موفي ميكر متلصصة ومثيرة للفتن بشكل متزايد، وتتقدم من تصوير سونيك في فناء منزله الخلفي، إلى تصويره في حفلة موسيقية مع روج، لتصوير العربدة بين الشخصيات في فندق، لتصوير نفسك وهي تغذي سونيك، وتنتهي على سونيك على ما يبدو أنجبت طفل إيمي روز. في المستوى الأخير، يسافر اللاعب عبر قناة ولادة روج ويواجه قطة شيطانية كبيرة قبل أن يهرب في النهاية.[3] تنص اللعبة على أن سونيك موفي ميكر كان من الممكن أن يكون إنجازًا تقنيًا ولكن تم إلغاؤه في عام 1998 عندما اكتشفت إدارة سيجا محتواها المظلم والجنسي. على غرار ميك ماي سونيك، يمكن تحميل مقاطع الفيديو التي ينشئها المشغل على تويتر. إذا أكمل اللاعب ماي رووميت سونيك، فسيتم منحه مستوى إضافيًا حيث يمكنه تصوير موقع تلك اللعبة.[7]
- ماي رووميت سونيك (بالإنجليزية: My Roommate Sonic)‏ هي لعبة واقع افتراضي (VR) يتم تقديمها من منظور الشخص الأول. يجلس اللاعب على أريكة بجوار سونيك، مع تشجيع إغمان للاعب عن طريق رسالة نصية لمتابعة اهتمام رومانسي به. إذا أكمل اللاعب جميع المهام التي يكلفهم بها إغمان، يستعد سونيك واللاعب للتقبيل، فقط لكي يتقارب تلاميذ سونيك في ثقب أسود يمتص شخصية اللاعب وهاتفهم. وتتحول ببطء إلى نسخة واقعية للغاية مقطوعة الرأس من سونيك. تتوافق اللعبة المصغرة أيضًا مع سماعة الرأس أوكولوس ريفت.[3][7] تشير اللعبة إلى أن ماي رووميت سونيك قد تم إلغاؤه في عام 1999 لأنه كان من المفترض استخدامه مع سماعة سيجا في آر التي لم يتم إصدارها. تهدف اللعبة إلى انتقاد الجوانب المعجبين بالفرو في قاعدة المعجبين سونيك.

## التطوير
تم تطوير سونيك دريمز كولكشن بواسطة آركاين كيدز، مطور ألعاب مستقل معروف بإصداره لألعاب فيديو مزحة مثل بابزي 3دي: بابزي يزور معرض جيمس توريل (2013) وبوكيمون ميللينايل إديشن (2014). وفقًا للمصمم بن إسبوزيتو، تعامل فريق التطوير مع اللعبة كعمل فني. لقد قاموا بتصميمه وتصميمه للاحتفال والسخرية من مجموعة القنفذ سونيك الحديثة للفاندوم، والتي تشتهر بخصائصها المميزة. يشير العنوان إلى أسماء مجموعات سونيك مثل سونيك ميغا كولكشن (2002) وسونيك جمز كولكشن (2005).
تم تطوير الألعاب المصغرة في سونيك دريمز كولكشن بشكل منفصل خلال حدث يوم عيد الحب "Sonic is My Boyfriend" على موقع مشاركة اللعبة Glitch City؛ سونيك موفي ميكر، على سبيل المثال، تم إنشاؤه بواسطة الموظف السابق في إلكترونيك آرتس Arjun Prakash. بعد ذلك، قرر براكاش واثنين من أعضاء آركاين كيدز دمج الألعاب التي صنعوها (سونيك موفي ميكر وميك ماي سونيك وماي رووميت سونيك) لتشكيل هذه للعبة. استمر التطوير لمدة ثلاثة أشهر أخرى، وتم التقدم خلال الجلسات الأسبوعية في Glitch City بمساعدة مساهمين آخرين. على الرغم من مساهماته الكبيرة، لم يتلق براكاش الكثير من الفضل لمشاركته. أصدرت آركاين كيدز لاحقًا اعتذارًا.
تم إصدار اللعبة في 10 أغسطس 2015  كبرنامج مجاني لأجهزة كمبيوتر ماك أو إس ووينجوز على موقع hedgehog.exposed. احتوى الموقع على بيان صحفي ادعى فيه آركاين كيدز أنه اكتشف محتويات اللعبة في مجموعة تطوير برامج دريم كاست التي اشتروها على إيباي في عام 2013 ونشرها عبر الإنترنت احتجاجًا على محاولات سيجا الواضحة للحفاظ على وجودها سراً. يتنصل البيان الصحفي من أن سونيك دريمز كولكشن هي عمل ساخر، مع استبعاد أي ارتباط بشركة سيجا. لتنزيل اللعبة، يجب على الزائرين كتابة كلمة المرور «الجد».

## التقييم
سرعان ما لفتت اللعبة انتباه صحفيي ألعاب الفيديو لمحتواها العبثي ونية السخرية من القاعدة الجماهيرية للمسلسل. بعد يوم من الإصدار، أطلق عليها VG247 اسم "قطعة من تاريخ الألعاب". أعلنت كل سكرين أنها أفضل لعبة رقم 13 لعام 2015  ووصفها موقع غييك.كوم بأنها أفضل لعبة لهذا العام. كتب كل سكرين أنه على الرغم من أن سونيك دريمز كولكشن لم تكن مناسبة، إلا أنها قدمت تحية مدروسة لسلسلة فاندوم؛ وجد موقع غييكزكوم أنه يأخذ ما هو جيد في بابزي 3دي: بابزي يزور معرض جيمس توريل بأثر رجعي و "يتوسع فيه بطرق مجيدة  قال إسبوزيتو إن بعض مشجعي سونيك شعروا بالإهانة من اللعبة لأنهم شعروا أنها تسخر منهم.
تراوحت تلخيصات اللعبة من «عرض الرعب» (VG247) إلى «المصقول بشكل مدهش» (دستركتويد). تساءلت صحيفة ديلي دوت عن سبب وجود اللعبة وكتبت أنها نقلت غرابة قاعدة سونيك إلى مستوى جديد، وأعرب مؤلفو بوليجون عن قلقهم من عدم السماح لهم بالكتابة عن محتوياتها. عند معرفة ذلك، قال كاتب يورو غيمر إنه يعتقد أنه «منشور NeoGAF بريء بدرجة كافية» والذي تحول إلى «شيء أكثر شراً». فقد يورو غيمر وكوتاكو الكلمات في وصف محتوى اللعبة، حيث وصف كوتاكو التجربة برمتها مؤلمة. لم يصف VG247 اللعبة بالتفصيل، معتقدًا أن القراء بحاجة إلى لعبها بأنفسهم لفهمها. كما أنهم اختلفوا مع تعليق The Daily Dot حول خصوصيات القاعدة الجماهيرية، قائلين إن سونيك دريمز كولكشن «لا تكشط حتى سطح الأماكن التي يذهب إليها هؤلاء الأشخاص». بالإضافة إلى السخرية من القاعدة الجماهيرية، وجدت Engadget أن اللعبة تعمل كتعليق على حالة سلسلة سونيك وسمعتها الملطخة.
وصف الصحفيون الألعاب الصغيرة لسونيك دريمز كولكشن بأنها مقلقة وغريبة؛ كتب دستركتويد أنها تراوحت بين «خدمة المعجبين الجنسية المخيفة والمحاكاة الساخرة لمجتمع سونيك إلى شيء يثير الكوابيس حقًا.» من بين ألعابها، الكتاب كان أكثر ما أثار اهتمامهم سونيك موفي ميكر وصفته بي سي غيمر بأنه أبرز ما في اللعبة، بينما ترك كوتاكو وبوليغون ودستركتويد في حالة صدمة من اللعب. وصف بوليغون- الذي أنتج تجولاً لجميع الألعاب المصغرة الأربعة - ميك ماي سونيك كعشوائي، إغمان أوريجين بأنه مخيف، سونيك موفي ميكر مرعب، وشريكي في الغرفة سونيك على أنه «أخذ الأشياء إلى المستوى التالي». كتب Engadget أن اللاعبين سينهون سونيك دريمز كولكشن في غضون دقائق، لكنهم من المحتمل أن يعودوا، ليجدوا ذلك «غريبًا في إعادة خلق أجواء فن المعجبين الخام وروح العصر في سيجا، وهذا الإحساس بأن دريم كاست سيبادر حقبة جديدة شجاعة للقنفذ الأزرق وأصدقائه.»